# همه‌گل
همه‌گل (نام علمی: Carpobrotus edulis) نام یک گونه از سرده کارپوبروتوس است.